# 1077年上海
|        | 上海历史 |
| 世紀： | 10世紀上海 \| 11世紀上海 \| 12世紀上海                                                                                     |
| 年代： | 1040年代上海 \| 1050年代上海 \| 1060年代上海 \| 1070年代上海 \| 1080年代上海 \| 1090年代上海 \| 1100年代上海               |
| 年份： | 1073年上海 \| 1074年上海 \| 1075年上海 \| 1076年上海 \| 1077年上海 \| 1078年上海 \| 1079年上海 \| 1080年上海 \| 1081年上海 |
| 紀年： | 丁巳年（蛇年） |

## 1077年
- 熙宁十年（1077年）， 秀州设17处酒务，其中华亭县有华亭、上海、青龙、赵屯、大盈、泖口等务，初见上海地名。[1]